# Johannstorf
Johannstorf ist ein Ortsteil der Stadt Dassow im Landkreis Nordwestmecklenburg mit 65 Einwohnern. Das Nachbardorf Volkstorf ist einen Kilometer entfernt. 

## Sehenswürdigkeiten
In Johannstorf gibt es einen alten Gutshof. Einst stand dort eine Wasserburg, die abgerissen wurde. Im Jahr 1743 entstand ein barocker Backsteinbau vom Baumeister Rudolph Matthias Dallin. Das Gebäude ist zweigeschossig. Auftraggeber war Familie Buchwald(t), die in Johannstorf seit 1412 ansässig ist. Im Jahr 1786 kaufte die Familie Eckermann das Gut, was sie auch bis zur Enteignung 1945 behielten. Anschließend wurde das Haus bewohnt. Seit 1993 war Schloss Johannstorf wieder in Privatbesitz und wurde renoviert, fiel aber teilsaniert einem Brand am 1. März 2025 zum Opfer.